# أرلي س. جونز
أرلي س. جونز (بالإنجليزية: Arlie C. Jones)‏ هو لاعب كرة قدم أمريكية أمريكي، ولد في 17 فبراير 1870 في Highland, Virginia ‏ في الولايات المتحدة، وتوفي في 15 يوليو 1923.